# Пригородный сельский округ (Акмолинская область)
При́городный се́льский окру́г (каз. Пригородный ауылдық округі) — административная единица в составе Шортандинского района Акмолинской области Республики Казахстан.
Административный центр — село Пригородное.

## География
Административно-территориальное образование расположено в западной части Шортандинского района. В состав сельского округа входит 2 населённых пункта.
Граничит с землями административных единиц:
- Аккольский район — на севере,
- Раевский сельский округ — на востоке,
- Новокубанский сельский округ — на юго-востоке,
- Андреевский сельский округ — на юге,
- Астраханский район — на западе.

Территория сельского округа расположена в северных окраинах казахского мелкосопочника. Рельеф местности в основном представляет из себя равнину с малыми возвышенностями. Перепад высот незначительны; средняя высота округа — около 305 метров над уровнем моря.
Гидрографическая сеть представлена реками Колутон и Талкара (приток Колутона). 
Климат холодно-умеренный, с хорошей влажностью. Среднегодовая температура воздуха отрицательная и составляет около -3,8°С. Среднемесячная температура воздуха в июле достигает +20,0°С. Среднемесячная температура января составляет около -14,7°С. Среднегодовое количество осадков составляет около 420 мм. Основная часть осадков выпадает в период с июня по август.
С территории сельского округа заканчивается автодорога областного значения — КС-4 «Жолымбет — Шортанды — Пригородное».

## История
В 1989 году существовал как Пригородный сельсовет (сёла Пригородное, Камышенка, Басколь).
В периоде 1991—1998 годов, Пригородный сельсовет был преобразован в сельский округ.
В 2009 году село Басколь было упразднено.

## Население
| Численность населения | Численность населения | Численность населения |
| 1989                  | 1999                  | 2009                  |
| --------------------- | --------------------- | --------------------- |
| 1678                  | ↘1421                 | ↘1166                 |

## Состав
| № | Населённый пункт | Тип населённого пункта       | Население, 1989 | Население, 1999 | Население, 2009 |
| - | ---------------- | ---------------------------- | --------------- | --------------- | --------------- |
| 1 | Басколь          | село, упразднено             | 171             | 115             | 18              |
| 2 | Камышенка        | село                         | 295             | 250             | 215             |
| 3 | Пригородное      | село, административный центр | 1 212           | 1 056           | 933             |

## Местное самоуправление
Аппарат акима Пригородного сельского округа — село Пригородное, улица Строительная, 16.
- Аким сельского округа — Пистрюга Наталья Леонидовна.